# Rhithrogena flavianula
Rhithrogena flavianula je druh jepice z čeledi Heptageniidae. Žije v Severní Americe. Tyto jepice jsou tmavě hnědé, s charakteristickými žlutými pruhy na okrajích zadečku. Křídla jsou průhledná s jemným žilkováním. Dospělci dorůstají přibližně 14 mm. Jako první tento druh popsal kanadský entomolog James Halliday McDunnough v roce 1924.